# Estação Ferroviária de Cerceda-Meirama
A Estação Ferroviária de Cerceda-Meirama é uma interface ferroviária da Linha Zamora-Corunha e do Eixo Atlântico de Alta Velocidade, que serve a localidade de Cerceda, na Galiza.